# Église épiscopalienne de Cuba

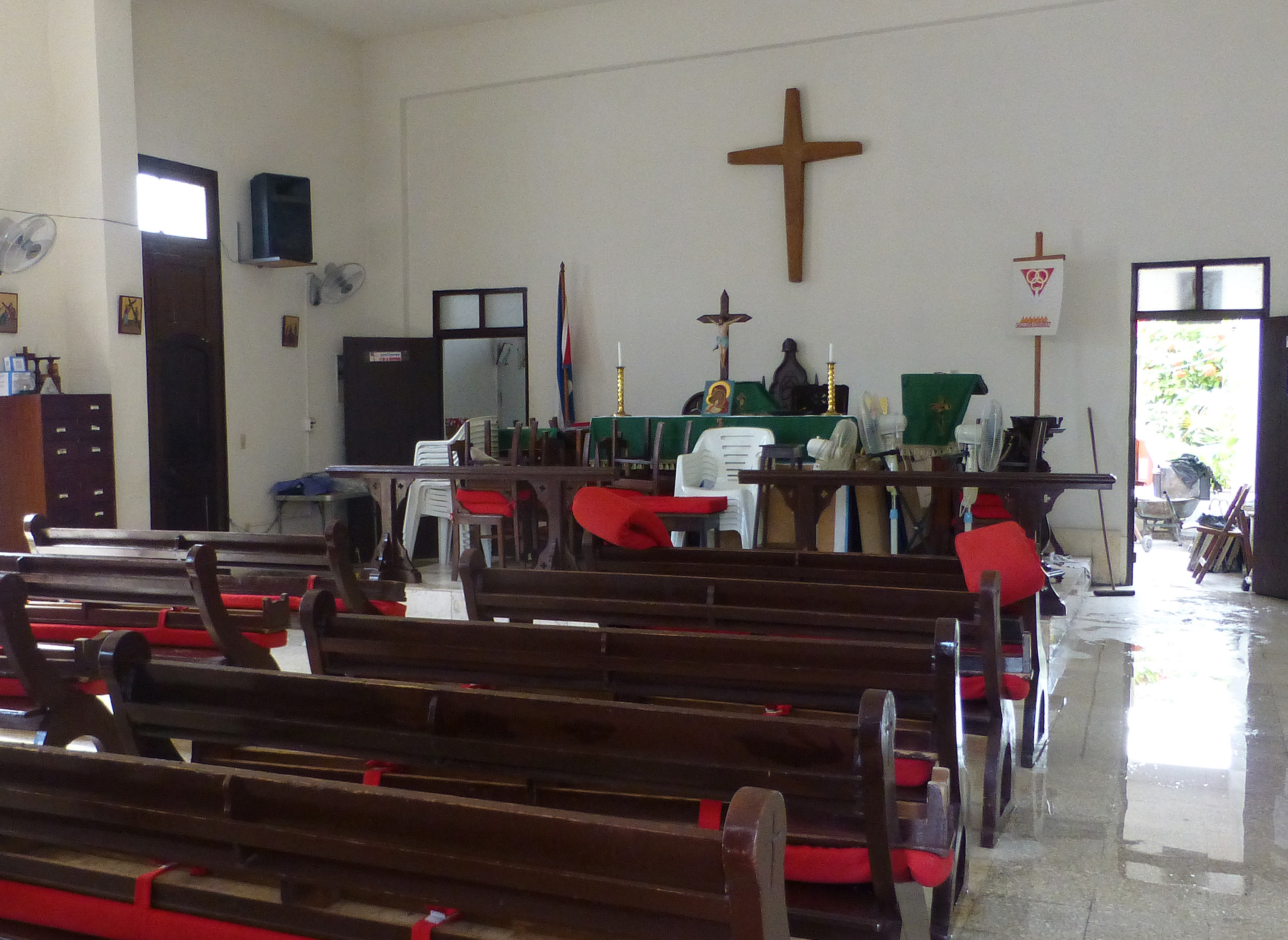
Église épiscopalienne San Pablo à Cienfuegos

L'Église épiscopalienne de Cuba ((es) : Iglesia Episcopal de Cuba) est une Église chrétienne de Cuba, fondée en 1901, membre de la Communion anglicane. 

## Histoire et situation présente
L'Église cubaine est fondée en 1901, à l'origine une église de mission américaine, fruit de l'évangélisation. Elle a pris son indépendance à l'égard de l'Église épiscopalienne des États-Unis en 1967, au moment de la révolution. Ses préoccupations se portent particulièrement vers l'évangélisation et le travail social et humanitaire. Elle est devenue une institution autonome et appartient à la Conférence des Églises de la Caraïbe et du Conseil latino-américain des Églises, deux organisations d'Églises en lien avec le Conseil œcuménique des Églises. Du fait de la situation politique particulière de l'île et de ses relations compliquées avec les États-Unis, c'est principalement avec l'Église anglicane canadienne que cette église a établi des liens. 

## Gouvernement de l'Église
Institutionnellement, elle n'appartient à aucune province ecclésiastique anglicane, mais elle est dirigée par un conseil comprenant le primat de l'Église anglicane du Canada, le primat anglican de l'Église dans la province des Antilles et l'évêque-président de l'Église épiscopalienne des États-Unis.
Depuis 2010, c'est une femme, Griselda Delgado del Carpio, qui exerce les fonctions d'évêque responsable de l’Église épiscopalienne de Cuba, elle remplit un mandat de 6 ans.
Chaque année, au mois de février, un synode se réunit. Il est composé de prêtres anglicans et de laïcs. C'est notamment lui qui élit l'évêque diocésain pour un mandat de six ans.
Entre les sessions synodales, un comité permanent, constitué de personnes élues, et d'autres choisies par l'évêque, et un conseil diocésain, présidé par l'évêque diocésain et également composés de prêtres et de laïcs, aident l'évêque à gérer les affaires courantes de l'Église.
L’Église anglicane cubaine compte 3 500 membres (ou 10 000 selon les sources) et 22 prêtres, qui desservent 40 paroisses et missions, réparties en 4 régions sur l'île.

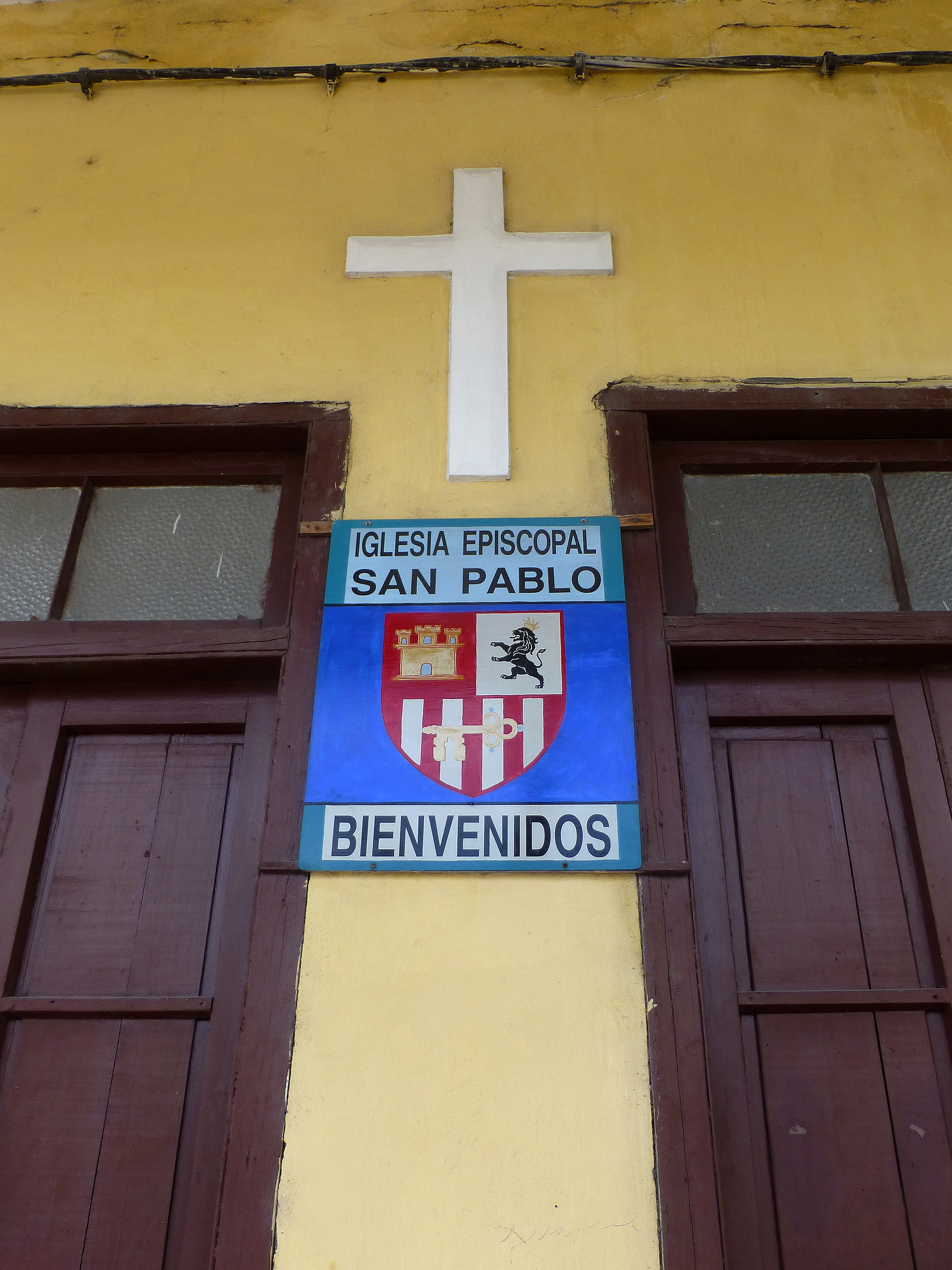

## Formation théologique
Les prêtres anglicans de Cuba reçoivent une formation théologique qui leur permet d'acquérir un master de théologie protestante, à Matanzas, à l'Evangelical Theological Seminary œcuménique, fondé conjointement, en 1946, par les Églises méthodiste, presbytérienne et épiscopalienne de l'île.